# Liberté asymptotique
En théorie quantique des champs, la liberté asymptotique est la propriété que possèdent certaines théories basées sur un groupe de jauge non abélien de voir leur constante de couplage décroître lorsque les distances deviennent petites (par rapport à l'échelle de la théorie) ou réciproquement lorsque les énergies mises en jeu deviennent importantes par rapport à une certaine échelle caractéristique {\displaystyle \scriptstyle \Lambda \,}. Le premier exemple de théorie asymptotiquement libre est celui de la chromodynamique quantique (ou en abrégé QCD) servant à décrire les quarks ainsi que leurs interactions, qui est appelée l'interaction forte. Elle est basée sur le groupe de Lie {\displaystyle \scriptstyle SU(3)\,} et possède 3 familles (ou saveurs) de 2 quarks qui peuvent prendre 3 couleurs.
Cette propriété est très intéressante d'un point de vue technique car elle implique que dans le cadre des expériences faites à haute énergie dans les accélérateurs il est possible d'utiliser la théorie des perturbations pour effectuer les calculs théoriques.
Néanmoins la propriété de liberté asymptotique implique réciproquement que lorsque les énergies sont faibles la constante de couplage de la théorie devient grande et il devient très difficile d'obtenir des résultats théoriques analytiques dans ce domaine.
Lorsque la constante de couplage n'est pas petite en théorie quantique des champs on dit que l'on travaille dans le régime non perturbatif. On dit qu'une théorie asymptotiquement libre est non perturbative à basse énergie.
Le régime non perturbatif est difficile à étudier car non seulement en plus du problème de la divergence de la série perturbative donnée par la somme des diagrammes de Feynman, des objets essentiellement non perturbatifs comme les instantons y contribuent de façon non négligeable.
Bien que représentant un obstacle théorique à l'analyse théorique, cette évolution vers un régime non perturbatif à basse énergie a une conséquence physique très importante et expérimentalement bien connue dans le cas de la QCD : le confinement. En effet dans la nature, qui correspond au régime de basse énergie pour la plupart des phénomènes que nous observons habituellement, les quarks ne sont pas visibles individuellement. Ils sont confinés et seuls des groupements de quarks, ce qu'on appelle dans le jargon de la physique quantique des états liés, neutres du point de vue de l'interaction forte (c'est-à-dire dont les couleurs se compensent) sont visibles. Les plus importants pour la matière dont nous sommes constitués sont les protons et les neutrons formant les noyaux des atomes, qui comptent 3 quarks des 3 couleurs différentes. On leur donne le nom de baryons. D'autres combinaisons neutres quark-antiquark existent et sont appelées mésons. Baryons et mésons forment l'ensemble des particules soumises à l'interaction forte, nommées hadrons. On voit donc que la liberté asymptotique a des conséquences tout à fait cruciales pour la structure de la matière observée.
Il est donc d'une importance capitale de comprendre précisément d'un point de vue théorique le mécanisme aboutissant au confinement des quarks. C'est l'un des sept problèmes du Prix du millénium posés par l'Institut de mathématiques Clay et dont la résolution rapportera un million de dollars à son auteur.